# Jermaine Jackson

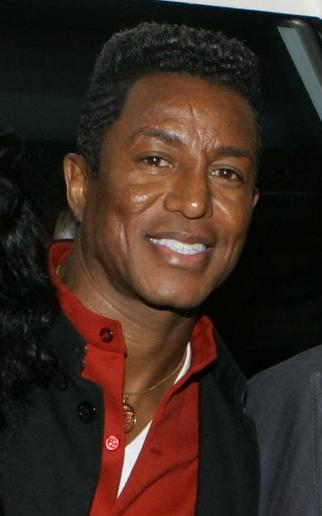
Muhammad Abdul-Aziz (2007)

Jermaine LaJuane Jackson (* 11. Dezember 1954 in Gary, Indiana) ist ein US-amerikanischer Sänger. Seit seiner Konversion zum Islam im Jahr 1989 nennt er sich Muhammad Abdul-Aziz.

## Leben
Jermaine Jackson ist ein Bruder der Popstars Michael Jackson und Janet Jackson. Seine Eltern sind Joseph Jackson und Katherine Jackson. Er bekam bereits im Alter von 15 Jahren mit vier seiner Brüder unter dem Namen Jackson Five einen Plattenvertrag bei Motown Records. Mit weitem Abstand folgend, machte Jermaine die dritterfolgreichste Solokarriere der Jackson-Geschwister. Ähnlich wie bei Michael versuchte der Motown-Konzern Jermaines Talente und sein Image als Mädchenschwarm der Five schon früh parallel zu den Erfolgen der Gruppe solo zu vermarkten.
Als seine Brüder 1975 zum Plattenkonzern Epic und den Namen zu Jacksons wechselten, blieb Jermaine als Solokünstler bei Motown, denn inzwischen war er mit der Tochter des Motown-Gründers Berry Gordy verheiratet. Erst 1980 erzielte er mit Let’s get serious einen eigenen Top-Ten-Hit in England. In Deutschland hatte er 1984 mit dem im Duett mit Pia Zadora eingesungenen Titel When the Rain Begins to Fall einen Nummer-1-Hit. Vier Wochen stand der Titel an der Spitze der deutschen Charts und erhielt eine goldene Schallplatte; beides erreichte der weitaus berühmtere Bruder Michael in den 1980er-Jahren in Deutschland mit keiner einzelnen Single. Während einer Tour durch den Nahen Osten in Bahrain konvertierte er 1989 zum Islam und änderte seinen Namen. Er ist Vater von sechs Söhnen und drei Töchtern.
Während der Trauerfeier für seinen am 25. Juni 2009 verstorbenen Bruder Michael Jackson sang er den Song Smile und zollte ihm im Namen der Familie Jackson Respekt und Anerkennung. Am 26. September 2009 wollte er in Wien vor dem Schloss Schönbrunn ein Gedenkkonzert veranstalten. Es wurde jedoch am 11. September 2009 abgesagt, da viele Stars angaben, aufgrund des kurzen Zeitfensters und anderer Verpflichtungen nicht teilnehmen zu können.
Im Dezember 2023 wurde Abdul-Aziz wegen sexuellen Missbrauchs angezeigt.

## Diskografie

### Studioalben
| Jahr | Titel                     | Höchstplatzierung, Gesamtwochen, AuszeichnungChartplatzierungen (Jahr, Titel, Platzierungen, Wochen, Auszeichnungen, Anmerkungen) | Höchstplatzierung, Gesamtwochen, AuszeichnungChartplatzierungen (Jahr, Titel, Platzierungen, Wochen, Auszeichnungen, Anmerkungen) | Höchstplatzierung, Gesamtwochen, AuszeichnungChartplatzierungen (Jahr, Titel, Platzierungen, Wochen, Auszeichnungen, Anmerkungen) | Höchstplatzierung, Gesamtwochen, AuszeichnungChartplatzierungen (Jahr, Titel, Platzierungen, Wochen, Auszeichnungen, Anmerkungen) | Höchstplatzierung, Gesamtwochen, AuszeichnungChartplatzierungen (Jahr, Titel, Platzierungen, Wochen, Auszeichnungen, Anmerkungen) | Anmerkungen                            |
| Jahr | Titel                     | DE | AT | CH | UK | US | Anmerkungen                            |
| ---- | ------------------------- | --- | --- | --- | --- | --- | -------------------------------------- |
| 1972 | Jermaine                  | — | — | — | — | US27 (59 Wo.)US | Erstveröffentlichung: 1972             |
| 1973 | Come into My Life         | — | — | — | — | US152 (6 Wo.)US | Erstveröffentlichung: 6. Mai 1973      |
| 1976 | My Name Is Jermaine       | — | — | — | — | US164 (11 Wo.)US | Erstveröffentlichung: 8. August 1976   |
| 1977 | Feel the Fire             | — | — | — | — | US174 (3 Wo.)US | Erstveröffentlichung: 29. Juni 1977    |
| 1980 | Let’s Get Serious         | — | — | — | UK22 (6 Wo.)UK | US6 Gold · (29 Wo.)US | Erstveröffentlichung: 17. März 1980    |
| 1980 | Jermaine                  | — | — | — | — | US44 (… Wo.)US | Erstveröffentlichung: 10. Oktober 1980 |
| 1981 | I Like Your Style         | — | — | — | — | US86 (10 Wo.)US | Erstveröffentlichung: 1981             |
| 1982 | Let Me Tickle Your Fancy  | — | — | — | — | US46 (14 Wo.)US | Erstveröffentlichung: Juli 1982        |
| 1984 | Jermaine Jackson/Dynamite | — | — | — | UK57 (6 Wo.)UK | US19 Gold · (49 Wo.)US | Erstveröffentlichung: April 1984       |
| 1986 | Precious Moments          | — | — | — | — | US46 (22 Wo.)US | Erstveröffentlichung: 16. Februar 1986 |
| 1989 | Don’t Take It Personal    | — | — | — | — | US115 (16 Wo.)US | Erstveröffentlichung: 22. August 1989  |

grau schraffiert: keine Chartdaten aus diesem Jahr verfügbar
Weitere Alben
- 1978: Frontiers
- 1991: You Said
- 2012: I Wish You L.O.V.E: Jazz Standards

### Kompilationen
- 1981: Motown Superstar Series, Vol. 17
- 1991: Greatest Hits and Rare Classics
- 1999: Dynamite: The Encore Collection
- 2000: Heritage Collection
- 2001: Ultimate Collection
- 2007: Big Brother Jermaine: The Collection
- 2009: Greatest Hits
- 2011: S.O.U.L.
- 2014: Playlist: The Very Best of

### Singles
| Jahr | Titel Album                                                                  | Höchstplatzierung, Gesamtwochen/‑monate, AuszeichnungChartplatzierungen (Jahr, Titel, Album, Platzierungen, Wochen/Monate, Auszeichnungen, Anmerkungen) | Höchstplatzierung, Gesamtwochen/‑monate, AuszeichnungChartplatzierungen (Jahr, Titel, Album, Platzierungen, Wochen/Monate, Auszeichnungen, Anmerkungen) | Höchstplatzierung, Gesamtwochen/‑monate, AuszeichnungChartplatzierungen (Jahr, Titel, Album, Platzierungen, Wochen/Monate, Auszeichnungen, Anmerkungen) | Höchstplatzierung, Gesamtwochen/‑monate, AuszeichnungChartplatzierungen (Jahr, Titel, Album, Platzierungen, Wochen/Monate, Auszeichnungen, Anmerkungen) | Höchstplatzierung, Gesamtwochen/‑monate, AuszeichnungChartplatzierungen (Jahr, Titel, Album, Platzierungen, Wochen/Monate, Auszeichnungen, Anmerkungen) | Anmerkungen                                                                     |
| Jahr | Titel Album                                                                  | DE | AT | CH | UK | US | Anmerkungen                                                                     |
| ---- | ---------------------------------------------------------------------------- | --- | --- | --- | --- | --- | ------------------------------------------------------------------------------- |
| 1972 | That’s How Love Goes Jermaine                                                | — | — | — | — | US46 (11 Wo.)US | Erstveröffentlichung: September 1972                                            |
| 1972 | Daddy’s Home Jermaine                                                        | — | — | — | — | US9 (18 Wo.)US | Erstveröffentlichung: Dezember 1972                                             |
| 1973 | You’re in Good Hands Come into My Life                                       | — | — | — | — | US79 (5 Wo.)US | Erstveröffentlichung: September 1973                                            |
| 1976 | Let’s Be Young Tonight My Name Is Jermaine                                   | — | — | — | — | US55 (13 Wo.)US | Erstveröffentlichung: September 1976                                            |
| 1980 | Let’s Get Serious                                                            | — | — | — | UK8 (11 Wo.)UK | US9 (23 Wo.)US | Erstveröffentlichung: März 1980                                                 |
| 1980 | You’re Supposed to Keep Your Love for Me Let’s Get Serious                   | — | — | — | — | US34 (13 Wo.)US | Erstveröffentlichung: Juni 1980                                                 |
| 1980 | Burnin’ Hot Let’s Get Serious                                                | — | — | — | UK32 (6 Wo.)UK | — | Erstveröffentlichung: Juli 1980                                                 |
| 1981 | You Like Me Don’t You Jermaine                                               | — | — | — | UK41 (5 Wo.)UK | US50 (9 Wo.)US | Erstveröffentlichung: März 1981                                                 |
| 1981 | I’m Just Too Shy I Like Your Style                                           | — | — | — | — | US60 (8 Wo.)US | Erstveröffentlichung: Oktober 1981                                              |
| 1982 | Let Me Tickle Your Fancy                                                     | — | — | — | — | US18 (15 Wo.)US | Erstveröffentlichung: Juli 1982                                                 |
| 1983 | Somebody’s Watching Me                                                       | DE2 (15 Wo.)DE | AT14 (2 Wo.)AT | CH3 (12 Wo.)CH | UK6 (11 Wo.)UK | US2 Gold + Gold · (19 Wo.)US | Erstveröffentlichung: Dezember 1983 Rockwell feat. Jermaine und Michael Jackson |
| 1984 | Sweetest Sweetest Jermaine Jackson/Dynamite                                  | — | — | — | UK52 (4 Wo.)UK | — | Erstveröffentlichung: Mai 1984                                                  |
| 1984 | Dynamite Jermaine Jackson/Dynamite                                           | — | — | — | — | US15 (17 Wo.)US | Erstveröffentlichung: Juli 1984                                                 |
| 1984 | Do What You Do Jermaine Jackson/Dynamite                                     | DE40 (15 Wo.)DE | — | — | UK6 Silber · (14 Wo.)UK | US13 (20 Wo.)US | Erstveröffentlichung: Oktober 1984                                              |
| 1984 | When the Rain Begins to Fall Jermaine Jackson/Dynamite / Let’s Dance Tonight | DE1 Gold · (18 Wo.)DE | AT2 (3½ Mt.)AT | CH1 (16 Wo.)CH | UK68 (3 Wo.)UK | US54 (11 Wo.)US | Erstveröffentlichung: 25. September 1984 mit Pia Zadora                         |
| 1985 | (Closest Thing) to Perfect Precious Moments                                  | — | — | — | — | US67 (7 Wo.)US | Erstveröffentlichung: Mai 1985                                                  |
| 1986 | I Think It’s Love Precious Moments                                           | — | — | — | UK96 (1 Wo.)UK | US16 (15 Wo.)US | Erstveröffentlichung: Februar 1986                                              |
| 1986 | Do You Remember Me Precious Moments                                          | — | — | — | — | US71 (5 Wo.)US | Erstveröffentlichung: Juli 1986                                                 |
| 1989 | Don’t Take It Personal                                                       | — | — | — | UK69 (3 Wo.)UK | US64 (11 Wo.)US | Erstveröffentlichung: Oktober 1989                                              |
| 1991 | Word to the Badd! You Said                                                   | — | — | — | — | US78 (2 Wo.)US | Erstveröffentlichung: November 1991 feat. T-Boz                                 |

grau schraffiert: keine Chartdaten aus diesem Jahr verfügbar

## Auszeichnungen für Musikverkäufe
| Goldene Schallplatte - Belgien - 1986: für das Album Dynamite - Kanada - 1984: für das Album Dynamite - 1984: für das Album Jermaine Jackson | Platin-Schallplatte - Frankreich - 1984: für die Single When the Rain Begins to Fall - Niederlande - 1984: für die Single When the Rain Begins to Fall |

Anmerkung: Auszeichnungen in Ländern aus den Charttabellen bzw. Chartboxen sind in ebendiesen zu finden.
| Land/RegionAuszeichnungen für Musikverkäufe (Land/Region, Auszeichnungen, Verkäufe, Quellen) | Silber  | Gold     | Platin     | Verkäufe  | Quellen                                 |
| -------------------------------------------------------------------------------------------- | ------- | -------- | ---------- | --------- | --------------------------------------- |
| Belgien (BRMA)                                                                               | —       | Gold1    | —          | 25.000    | worldradiohistory.com (PDF-Datei, S. 1) |
| Deutschland (BVMI)                                                                           | —       | Gold1    | —          | 250.000   | musikindustrie.de                       |
| Frankreich (SNEP)                                                                            | —       | —        | Platin1    | 1.000.000 | infodisc.fr                             |
| Kanada (MC)                                                                                  | —       | 2× Gold2 | —          | 100.000   | musiccanada.com                         |
| Niederlande (NVPI)                                                                           | —       | —        | Platin1    | 100.000   | nvpi.nl                                 |
| Vereinigte Staaten (RIAA)                                                                    | —       | 4× Gold4 | —          | 2.000.000 | riaa.com                                |
| Vereinigtes Königreich (BPI)                                                                 | Silber1 | —        | —          | 250.000   | bpi.co.uk                               |
| Insgesamt                                                                                    | Silber1 | 8× Gold8 | 2× Platin2 |           |                                         |

## Veröffentlichungen
- You Are Not Alone – Mein Bruder Michael Jackson. Hannibal Verlag, Höfen 2012, ISBN 978-3-85445-380-2 (Originalausgabe: You Are Not Alone).